# São Sebastião da Bela Vista
São Sebastião da Bela Vista este un oraș în Minas Gerais (MG), Brazilia.